# Magic 8 ball

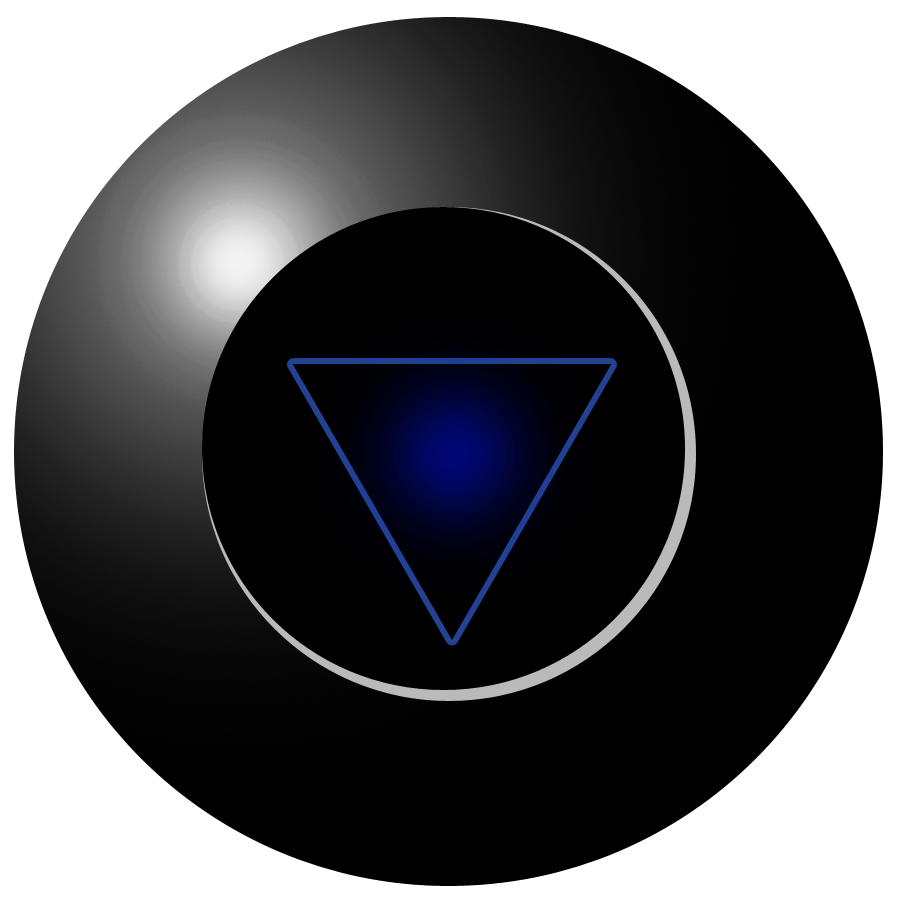
Magic 8 ball

Magic 8 ball (рус. магический шар 8); также mystic 8 ball, шар судьбы, шар вопросов и ответов, шар предсказаний — игрушка, шуточный способ предсказывать будущее.

## Описание
Magic 8 ball — шар, внешне напоминающий бильярдный шар № 8, но большего размера — обычно диаметром 10-11 см, внутри которого есть ёмкость с тёмной жидкостью, например, чернилами. В жидкости плавает фигура с 20 поверхностями — икосаэдр, на каждой из которых нанесено по одному ответу.
Ответы нанесены в формате «да», «нет», «абсолютно точно», «плохие шансы», «вопрос не ясен», и т. д. Всего 20 вариантов ответов.
Особенности конструкции:
Фигура с ответами имеет не монолитную конструкцию, а состоит из двух частей соединенных между собой. В местах соединения присутствуют жёсткие стыки (зазоры). Они имеют определённое значение в конструкции и умышлено созданы для того, чтобы когда шар трясут, в нём не образовывались пузырьки воздуха, которые в свою очередь могут всплывать и препятствовать прочтению ответа.

## Использование
Самый распространённый способ — держа шар в руках (окошком вниз) пользователь задаёт ему вопрос, встряхивает, переворачивает его и читает появившийся ответ.

## Варианты ответов
Традиционно шар имеет 20 ответов, которые можно разделить на четыре группы.
Положительные:
● It is certain (Бесспорно)
● It is decidedly so (Предрешено)
● Without a doubt (Никаких сомнений)
● Yes — definitely (Определённо да)
● You may rely on it (Можешь быть уверен в этом)
Нерешительно положительные
● As I see it, yes (Мне кажется — «да»)
● Most likely (Вероятнее всего)
● Outlook good (Хорошие перспективы)
● Signs point to yes (Знаки говорят — «да»)
● Yes (Да)
Нейтральные
● Reply hazy, try again (Пока не ясно, попробуй снова)
● Ask again later (Спроси позже)
● Better not tell you now (Лучше не рассказывать)
● Cannot predict now (Сейчас нельзя предсказать)
● Concentrate and ask again (Сконцентрируйся и спроси опять)
Отрицательные
● Don’t count on it (Даже не думай)
● My reply is no (Мой ответ — «нет»)
● My sources say no (По моим данным — «нет»)
● Outlook not so good (Перспективы не очень хорошие)
● Very doubtful (Весьма сомнительно)

## Влияние на культуру
- Самое знаменитое появление шарика — это фильм «Трасса 60». Причём сначала шарик появляется в компьютерном варианте, а потом уже реально.
- Шар можно увидеть в фильмах (мультфильмах) «Друзья», «Доктор Хаус», «Зачарованные», «Симпсоны», «Крутые бобры», «История игрушек», «Как я встретил вашу маму», «Теория Большого взрыва», «АйКарли», «Шоу Трумана», «Дом-2» и др.
- В игре «Fallout 2» («Возрождение») имеется возможность забрать «волшебный бильярдный шар» с игрового стола для бильярда. В дальнейшем предсказания, извлечённые из шара, могут помогать в игре.
- В 7-й серии 6-го сезона телесериала «Клиника» Джон Дориан воображает, что доктор Келсо использует больничного юриста Теда в качестве «человеческого волшебного шара».
- В одной из серий мультсериала «Губка Боб» появляется аналог шара предсказаний: волшебная ракушка, которая дает голосовые ответы на заданные вопросы.

## Патенты
- Патент в США № 3,119,621